# 协变微商
数学上，共变导数或称协变导数是在流形上定义沿着向量场的导数的方法之一。
事实上，除了引入的风格不同之外，共变导数和联络没有实质上的区别。
在黎曼和伪黎曼流形理论中，共变导数通常指列維-奇維塔聯絡。
这里，我们给出一个向量相对于向量场的共变导数(也称为张量导数)的传统的带指标记号的简介；张量的共变导数是同一概念的推广。
本条目中，我们使用爱因斯坦记号。我们假设读者熟悉微分流形的概念特别是关于切向量的概念。

## 一般概念
向量u的沿着向量v的共变导数 {\displaystyle \nabla } (也写作D)是一个定义第三个称为{\displaystyle \nabla _{\mathbf {v} }{\mathbf {u} }} (也作 Dvu)的向量的规则，它有如下面所述的导数的属性。向量是一个几何对象，和所选基(坐标系统)无关。固定一个坐标系之后，这个导数和向量基自身的变换规则相同(共变变换)，所以有这个名字。
在欧几里得空间的情形，如果有一个标准正交坐标系，一般会用两个相近的点的两个向量的差来定义向量场的导数。
在这样的系统中，平移其中一个向量到另一个的原点，保持和原来的向量平行。这样得到的欧氏空间的共变导数可以取每个分量的导数。
但是在一般情况，我们必须把坐标系的变化考虑在内。在弯曲空间中，例如地球表面（作为一个球面），平移没有严谨的定义，而和它相似的概念，平行移动，依赖于向量被平移的路径。例如，在二维欧几里得平面极坐标中，导数包含了额外的项用于表述坐标格点自身如何“转动”。在其他的情况下，还有额外的项描述坐标格点如何扩张，收缩，扭转，交织，等等。
这是一个二维欧氏空间中的极坐标中的曲线的一个例子。在曲线参数 t 的向量(比如说加速度，不在图中)可以表达在坐标系{\displaystyle ({\mathbf {e} }_{r},{\mathbf {e} }_{\theta })}中，其中{\displaystyle {\mathbf {e} }_{r}} 和 {\displaystyle {\mathbf {e} }_{\theta }}是极坐标中的单位切向量，用作把一个向量分解为在辐向和切向分量的基底。稍后，极坐标的新基底会相对于第一套基底稍有转动。基向量的共变导数（克里斯托费尔符号可以表达这个变化）。
(可能最好不要把t看作时间参数，至少在广义相对论的应用中不要这样。它只是一个任意参数沿着路径光滑而单调的变化。）
另一个例子:向量e在球上位于赤道上的一点Q，方向朝北。假设我们首先沿着赤道平行移动该向量直到P（然后保持它和自己平行））着子午线把它拖到北极N然后（保持方向）继续沿着另一条子午线移动它回到Q。然后我们注意到沿着封闭回路平行移动的向量不会回到原来的向量;它会变成另外一个方向。这在欧氏空间不会发生，它发生的原因是球的曲面上的曲率。如果我们沿着无穷小闭曲面依次沿着两个不同方向然后返回，我们会看到同样的现象。向量的无穷小变化是曲率的一个测量。

### 备注
定义中的向量 u 和 v  是定义在同一点 p 的。而且共变导数{\displaystyle \nabla _{\mathbf {v} }{\mathbf {u} }}也是 p 的一个向量。 
共变导数的定义不用空间的度量。但是，一个给定的度量唯一的确定了一个特殊的共变导数，称为列维-奇维塔联络。
导数的性质暗示者{\displaystyle \nabla _{\mathbf {v} }{\mathbf {u} }}依赖于p周围的情况，就像标量函数在一点p沿着曲线的导数依赖于p点周围一样。
在共变导数中关于点 p 围的信息可以用来定义向量的平行移动。而且曲率，挠率和测地线也可以只用共变导数来定义。
偶尔，术语“共变导数”指一个一般向量丛沿着基空间的一个切向量的截面的导数；参看“联络形式”中的“向量丛”的有关章节。

## 形式化定义

### 函数
给定流形{\displaystyle M}上一点{\displaystyle p}和其上一个实函数{\displaystyle f}， {\displaystyle f}在{\displaystyle p}点沿{\displaystyle \mathbf {v} }的共变导数是一个定义在{\displaystyle p}处的标量，记为{\displaystyle (\nabla _{\mathbf {v} }f)_{p}}，{\displaystyle (\nabla _{\mathbf {v} }f)_{p}}等于实函数{\displaystyle f}在{\displaystyle p}处沿向量v方向的通常导数，{\displaystyle \nabla _{\mathbf {v} }f}也可以记为{\displaystyle {\mathbf {v} }f} 或者{\displaystyle df({\mathbf {v} })}。

### 向量场
向量场{\displaystyle {\mathbf {u} }} 在向量{\displaystyle {\mathbf {v} }}方向的共变导数 {\displaystyle \nabla }记为{\displaystyle \nabla _{\mathbf {v} }{\mathbf {u} }} 对任意向量场 u, v, w 和标量函数f和g由下列性质定义:
1. {\displaystyle \nabla _{\mathbf {v} }{\mathbf {u} }} 对于{\displaystyle {\mathbf {v} }} 代数式线性所以{\displaystyle \nabla _{f{\mathbf {v} }+g{\mathbf {w} }}{\mathbf {u} }=f\nabla _{\mathbf {v} }{\mathbf {u} }+g\nabla _{\mathbf {w} }{\mathbf {u} }}
2. {\displaystyle \nabla _{\mathbf {v} }{\mathbf {u} }} 对于{\displaystyle {\mathbf {u} }}可加，所以{\displaystyle \nabla _{\mathbf {v} }({\mathbf {u} }+{\mathbf {w} })=\nabla _{\mathbf {v} }{\mathbf {u} }+\nabla _{\mathbf {v} }{\mathbf {w} }}
3. {\displaystyle \nabla _{\mathbf {v} }{\mathbf {u} }} 遵守乘积法则， 也就是说 {\displaystyle \nabla _{\mathbf {v} }f{\mathbf {u} }=f\nabla _{\mathbf {v} }{\mathbf {u} }+{\mathbf {u} }\nabla _{\mathbf {v} }f} 其中{\displaystyle \nabla _{\mathbf {v} }f} 如前所定义。

注意{\displaystyle \nabla _{\mathbf {v} }{\mathbf {u} }}在点p依赖于v在p点的值以及u在p的一个邻域的值，因为最有一个性质乘积法则的要求。这表示共变导数不是一个张量。

### 餘向量場
给定餘向量场(或者说1-形式) {\displaystyle \alpha }，其共变导数 {\displaystyle \nabla _{\mathbf {v} }\alpha } 可以用下边的对于所有向量场u都满足的恒等式来定义
{\displaystyle \nabla _{\mathbf {v} }(\alpha ({\mathbf {u} }))=(\nabla _{\mathbf {v} }\alpha )({\mathbf {u} })+\alpha (\nabla _{\mathbf {v} }{\mathbf {u} }).}
餘向量场沿着一个向量场v的共变导数还是一个餘向量场。

### 张量场
一旦定义了向量和余向量场的共变导数，它就可以定义到任一张量场上，这要用如下的恒等式，其中{\displaystyle \varphi }和{\displaystyle \psi }是任意两个张量:
{\displaystyle \nabla _{\mathbf {v} }(\varphi \otimes \psi )=(\nabla _{\mathbf {v} }\varphi )\otimes \psi +\varphi \otimes (\nabla _{\mathbf {v} }\psi ),}
并且，若{\displaystyle \varphi }和{\displaystyle \psi }是同一个张量丛的张量场，则
{\displaystyle \nabla _{\mathbf {v} }(\varphi +\psi )=\nabla _{\mathbf {v} }\varphi +\nabla _{\mathbf {v} }\psi .}
沿着向量场v的共变导数也还是同类型的张量场。

## 坐标表示
给定坐标函数{\displaystyle x^{i},\ i=0,1,2,...}，任何切向量都可以用它的在基{\displaystyle e_{i}={\partial  \over \partial x^{i}}}中的分量表示。 共变导数是一个向量，所以可以表示为基向量的线性组合Γkek，其中Γk 是分量（参看爱因斯坦记号)。 
要给定共变导数，给定每个基向量场ej 沿着ei的共变导数就可以了
{\displaystyle \nabla _{{\mathbf {e} }_{i}}{\mathbf {e} }_{j}=\Gamma ^{k}{}_{ij}{\mathbf {e} }_{k},}
系数{\displaystyle \Gamma _{ij}^{k}}称为克里斯托费尔符号。
然后使用定义中的规则，我们发现对于一般的向量场 {\displaystyle {\mathbf {v} }=v^{i}e_{i}} and {\displaystyle {\mathbf {u} }=u^{i}e_{i}} 可以得到
{\displaystyle \nabla _{\mathbf {v} }{\mathbf {u} }=(v^{i}u^{j}\Gamma ^{k}{}_{ij}+v^{i}{\partial u^{k} \over \partial x^{i}}){\mathbf {e} }_{k},}
这个公式的第一项代表了坐标系对于共变导数的"扭转"，而第二项代表了向量场u的分量的变化。特别的有
{\displaystyle \nabla _{{\mathbf {e} }_{j}}{\mathbf {u} }=\nabla _{j}{\mathbf {u} }=\left({\frac {\partial u^{i}}{\partial x^{j}}}+u^{k}\Gamma ^{i}{}_{jk}\right){\mathbf {e} }_{i}}
用语言描述的话: 共变导数是一般的沿着坐标的导数加上关于坐标改变的校正项。在物理教科书中，共变导数有时只用这个方程中的分量形式表述。
一个常用的记法是，用一个分号表示共变导数，而用一个逗号表示普通导数。在这个记号下，我们把同样的公式写作::
{\displaystyle \nabla _{j}{\mathbf {v} }\equiv v^{i}{}_{;j}\;\;\;\;\;\;v^{i}{}_{;j}=v^{i}{}_{,j}+v^{k}\Gamma ^{i}{}_{kj}}
这再次表明了向量场的共变导数不仅仅是从沿着坐标的微分中得到 {\displaystyle v^{i}{}_{,j}}，而且是通过{\displaystyle v^{k}\Gamma ^{i}{}_{kj}}依赖于向量v本身的。